# Condado de Laclede
O Condado de Laclede é um dos 114 condados do estado americano de Missouri. A sede do condado é Lebanon, e sua maior cidade é Lebanon. O condado possui uma área de 1 989 km² (dos quais 6 km² estão cobertos por água), uma população de 32 513 habitantes, e uma densidade populacional de 16 hab/km² (segundo o censo nacional de 2000). O condado foi fundado em 24 de fevereiro de 1849.